# Kølhaling (straf)
 Ikke at forveksle med Kølhaling (skibsrengøring).
Kølhaling er en betegnelse for en maritim straf. Den dømte bliver bundet på hænder og fødder og trækkes i et reb under skibet fra ræling til ræling. Den dømte risikerer at drukne, hvis der trækkes langsomt, og blive kvæstet af kølen eller de rurer, der måtte sidde på skroget.
| Vandsport/vandtransport | Spire Denne vandsports- eller vandtransportsartikel er en spire som bør udbygges. Du er velkommen til at hjælpe Wikipedia ved at udvide den. |